# Cadafael Cadomedd ap Cynfeddw
Cadafael ap Cynfeddw (règne de 633/634 à novembre 655?), également connu sous le nom de Cadafael Cadomedd (le Tire-au-Flanc), était un roi de Gwynedd.

## Un usurpateur
On ne sait que peu de choses de sa vie jusqu'à 634, date de la mort de son prédécesseur, Cadwallon ap Cadfan, à la bataille de Heavenfield. Cadfael usurpe le trône aux dépens du fils de Cadwallon, Cadwaladr, qui était encore un enfant. Il semble que Cadfael n'est pas lié à la lignée royale, car il est décrit par une des  Triades galloises comme l'un des « Trois Rois Paysans de l'Île de Bretagne » 
Il maintient l'alliance avec le païen Penda, le roi de Mercie et se bat à ses côtés contre les Northumbriens. Il participe à la grande invasion de la Northumbrie en 655. L'armée de Penda est battue par Oswy près de la rivière Winwaed car Cadfael avait ramené ses troupes chez lui et manqué la bataille. On ignore si Cadfael avait volontairement évité de se battre ou s'il n'était pas au courant de la présence des troupes de Oswy. L'épisode a néanmoins inspiré son surnom méprisant de « Cadomedd » (Tire-au-Flanc)
Il est probable que Cadfael ne règne pas plus de quelques années de plus, bien qu'on ignore les circonstances et la date de sa destitution par Cadwaladr.

## Sources
- (en) Mike Ashley The Mammoth Book of British Kings & Queens Robinson (Londres 1998)   (ISBN 1841190969) « Cadfael Cadomedd ap Cynfeddw Gwynedd  634 - c655 » p. 146.
- (en) Ann Williams, Alfred P. Smyth, D P Kirby A Bibliographical Dictionary of Dark Age Britain (England, Scotland and Wales c.500-c.1050).  Seaby London (1991)  (ISBN 1 852640472), « Cadafael ap Cynfedw  » p. 71.